# Agencia Japonesa de Cooperación Internacional
La Agencia Japonesa de Cooperación Internacional (独立行政法人国際協力機構 dokuritsu gyōseihōjin kokusai kyōryoku kikō?), más conocida por el acrónimo de JICA, es una agencia independiente que coordina la asistencia pública oficial internacional de Japón.
Está orientada a ayudar al desarrollo económico y social de los países en desarrollo y promover la cooperación internacional.
El organismo actual fue creado el 1 de octubre de 2003 con el proyecto definido en 2002 por la Ley de la agencia independiente del gobierno de cooperación nacional. 
Desde el 1 de abril de 2012 ha sido presidida por el Profesor Akihiko Tanaka, Vicepresidente de la Universidad de Tokio.

## Objetivo
Un número creciente de los programas y proyectos  de  JICA  se centran en la "seguridad humana". 
La expresidente de JICA, Sadako Ogata, indicó al respecto que «El concepto reciente de "seguridad humana" empodera a las comunidades locales para tener una mayor participación en su propio futuro mediante el fortalecimiento de programas base, como la mejora de proyectos de salud y educación.»[cita requerida]

## Programas  de capacitación técnica
JICA ofrece capacitación técnica para los participantes de los países en desarrollo en una amplia gama de campos, incluida la formación médica, industrial y agrícola.
- Formación en Japón.

- Formación Grupal.

- Curso de campo específico (curso dirigido a profundizar la comprensión de las cuestiones en todo el mundo en diversos campos. Los cursos son generalmente entre cuatro y 15 personas, 10 en promedio  de tres semanas a un año).

- Curso de específicas a  país o región (curso dirigido a profundizar la comprensión de las cuestiones específicas de un país o región)

- Formación general técnica específico de un proyecto.

- Alojamiento.

## Cronología
- Abril de 1954 : Japón se une al  Plan Colombo e inicia programas de cooperación técnica.

- Junio de 1962 : Se crea la agencia de cooperación de tecnología  en (OTCA).

- Julio de 1963: Se crea el servicio de emigración de Japón (JEMIS).

- Abril de 1965: Se puso en marcha el programa de voluntarios de cooperación en el extranjero  de Japón .

- Agosto de 1974 : OTCA y JEMIS se fusionan para formar la Agencia de cooperación internacional del Japón (JICA).

- Septiembre de 1987: Forman un equipo especializado en  desastres.

- 1989: Exceden en  contribuciones al total oficial de desarrollo en  asistencia de  los Estados Unidos para convertirse en el más alto del mundo.

- Abril de 1990: Se inicia un programa de formación de cooperación de especialistas (Senior voluntariado en el extranjero).

- Octubre del 2003: JICA  se establece  como una agencia gubernamental independiente.